# 단일신교

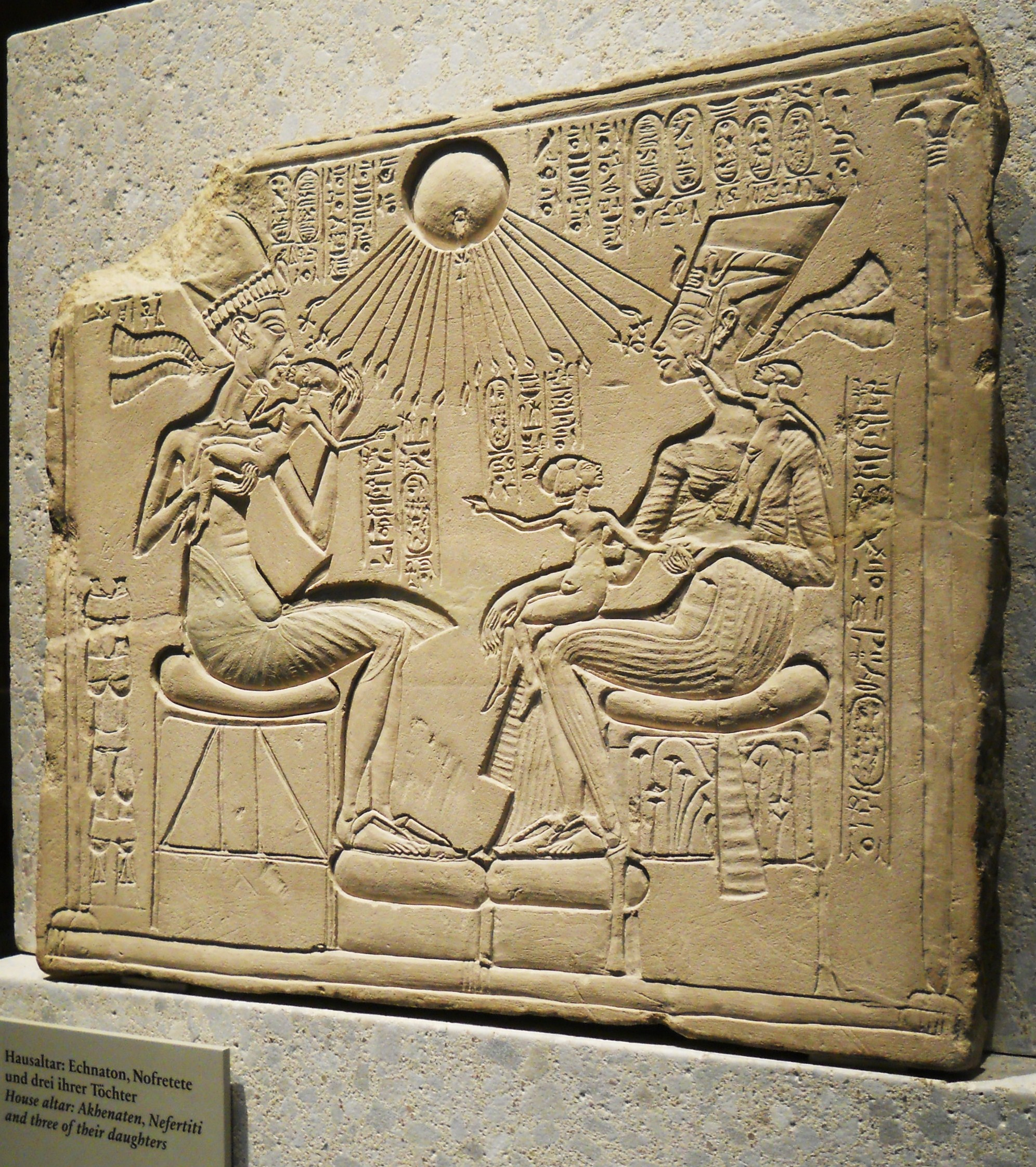

단일신교(單一神敎, henotheism)란 여러 신을 인정하면서도, 상황에 따라 그중 하나를 주신(主神)으로 섬기는 종교를 말한다. 신이 유일해야 한다고 보지 않기 때문에 일신교와 구별되어, 선택적 일신교 또는 택일신교(擇一神敎)라고 부르기도 한다. 또한 많은 신 중 하나의 신만을 섬기기 때문에 절대적인 다신교와도 차이가 있다.
일신교는 기본적으로 하나의 신만을 섬기는 것을 의미한다. 그러나 하나의 신만을 섬긴다고 해서 그것이 항상 엄격한 일신교, 즉 절대적 일신교인 것은 아니다. 경쟁하는 다른 여러 신 중에서 하나의 신만을 경배한다는 의미일 수도 있기 때문이다. 기독교의 구약 성경 신명기 5장 10절의 "내 앞에서 다른 신을 섬기지 말라."는 말에는 이러한 것이 암시되어 있다. 다신교라 할지라도 내재적인 유일신을 인정할 수 있다. 고대 그리스 철학자들은 신이 어떤 식으로든 세계에 내재되어 있다고 여겼으며, 힌두교에서는 세계 자체는 환영이며 브라흐만만이 우주의 궁극적인 실재라고 파악한다는 점에서 힌두교 역시 덜 엄격한 일신교라고 볼 수 있다는 주장도 있다. 이런 주장에 입각할 때, 아브라함 계통의 종교를 절대적 일신교라고 한다면 힌두교는 선택적 일신교, 즉 단일신교에 해당한다. 정토진종의 경우도 여러 신과 부처를 인정하나 오직 아미타불에만 의지하므로 선택적 일신교, 즉 단일신교에 해당한다고 볼 수 있다.
일신숭배는 여러 신을 인정하며 그 중 하나만을 신앙의 대상으로 삼는다는 점에서는 단일신교와 동일하다.

## 같이 보기
- 유대교
- 일신교 · 유일신교
- 일신숭배